# David Berman (Mobster)
David „Davie the Jew“ Berman (* 1903 in Odessa; heute Ukraine; † 1957 in Las Vegas) war ein US-amerikanischer Mobster, welcher heute der Kosher Nostra zugerechnet wird. Er war in Iowa, New York City und Minneapolis in Minnesota tätig und war als Partner von Bugsy Siegel ein Pionier beim Aufbau des Glücksspiels in Nevada.

## Leben

### Frühe Jahre
Berman wurde in einer jüdischen Familie geboren; sein Vater war Violinist und Student der Tora (Yeshiva) und wurde ausgebürgert. Er ging in die Vereinigten Staaten nach South Dakota auf das Gebiet der Jewish Colonization Association, die von Maurice de Hirsch angeführt wurde, und ließ seine Familie dorthin nachkommen. Berman reiste zusammen mit seiner Mutter und drei Geschwistern am 29. Juni 1904 über New York in die Vereinigten Staaten ein.
Für die Mutter waren die kalten Great Plains ein Schock und die Ansiedelung scheiterte letztendlich. Die Familie ging nach Sioux City in Iowa, wo David ein Gangster wurde. Im Alter von 13 Jahren wurde er der Anführer einer jugendlichen Diebesbande, welche höchstwahrscheinlich bereits über einige illegale Destillerien verfügte. Daraus entwickelte sich eine Gruppe von professionellen Bankräubern. Berman kam in engen Kontakt zur Genovese-Familie und ging nach Minneapolis, wo er sich zu einem bedeutenden Buchmacher entwickelte. 
Dadurch kam es zu Konflikten mit dem Konkurrenten Kid Cann und dem lokalen Gangsterboss Tommy Banks. Unterstützt wurde Berman durch seinen „Enforcer“ Israel Alderman und seinen Bruder „Chickie“ Berman. Durch die Zusammenarbeit mit dem Bürgermeister Marvin L. Kline gelang es Berman, seine Konkurrenten auszuschalten.

### Soldat
Als Gegner des Antisemitismus in Deutschland trat Berman in die kanadischen Armee ein, da die USA noch Neutral waren, und kämpfte zusammen mit seinem Freund Nathan Gittlewich im 18th Armoured Car Regiment (12th Manitoba Dragoons) in Nordwest-Europa. In der kanadischen Armee war seine Biografie nicht bekannt, und Berman war hoch angesehen.

### Las Vegas
Nach seiner Rückkehr nach Minneapolis konnte er seine Geschäfte zunächst nicht wieder aufnehmen, da unter Bürgermeister Hubert Humphrey das illegale Glücksspiel zerschlagen worden war. Berman ging deshalb mit seinen Leuten nach Las Vegas und kooperierte dort wieder mit der Genovese-Familie über deren Assoziierten Moe Sedway. Nach der Ermordung von Bugsy Siegel marschierte Berman zusammen mit Sedway in die Lobby des Flamingo und beide übernahmen das Kasino-Hotel.
1957 verstarb Berman bei einer Operation.

## Nachlass
Berman hatte in Minneapolis die Deutsch-Amerikanerin Gladys Ewald geheiratet. Die Tänzerin konvertierte zum Judentum. Die gemeinsame Tochter Susan Berman, die in den Verhältnissen in Las Vegas aufgewachsen war, schrieb 1981 eine Biografie (Easy Street) und wurde später ermordet, möglicherweise da sie durchblicken ließ, weitere Details der Vergangenheit ihres Vaters zu kennen.